# Асерије
Асерије (умро око 909) је био састављач биографије Алфреда Великог.

## Биографија
Асеријус је пореклом Велшанин. Био је монах Светог Давида, учитељ на двору краља Алфреда и касније епископ Шерборна. Његову биографију је доста тешко конструисати, па чак ни име под којим је познат можда није право. Могуће је да је већ био епископ при манастиру Св. Давида када га је после 886. године краљ Алфред позвао на свој двор. Тамо се упознао са осталим интелектуалцима које је Алфред позвао, пре свега са Гримбалдом који је био родом из Франачке. Асерије је један од последњих писаца који користи Италу, искварени превод Светог писма на латински језик који је на Континенту већ одавно потиснула Јеронимова Вулгата. Веома је вероватно да се упознао са Ајнхардовом биографијом Карла Великог која му је могла дати идеју да напише слично дело. Тако је 893. године написао Annales rerum gestarum Aelfredi Magnu, у коме је, подражавајући Ајнхарда, представио Алфредов животопис.